# Alyssum lepidotostellatum
Alyssum lepidotostellatum là một loài thực vật có hoa trong họ Cải. Loài này được (Hausskn. & Bornm.) Dudley mô tả khoa học đầu tiên năm 1964.